# Aliciella subnuda
Aliciella subnuda är en blågullsväxtart som först beskrevs av John Torrey och Asa Gray, och fick sitt nu gällande namn av J. M. Porter. Aliciella subnuda ingår i släktet Aliciella och familjen blågullsväxter. Inga underarter finns listade i Catalogue of Life.